# Orquestra Sinfônica de Boston
A Orquestra Sinfônica de Boston é uma orquestra baseada em Boston, Massachusetts. É uma das cinco orquestras americanas conhecidas como "Big Five" e tem o Symphony Hall de Boston como residência e apresenta-se em Tanglewood Music Center nos verões. O atual Diretor Musical é James Levine.

## História
A orquestra foi fundada em 1881 por Henry Lee Higginson. Os diretores músicais da orquestra foram todos alemães, até a Primeira Guerra Mundial, quando Karl Muck - nascido na Alemanha, mas naturalizado suíço ainda criança - logo após de uma performance de Paixã Segundo São Matheus foi preso sem uma triagem e fico lá até o fim da guerra, quando foi deportado. Então ele decidiu nunca mais voltar aos Estados Unidos e conduziu apenas na Europa. Os dois próximos diretores musicais foram franceses: Henri Rabaud e Pierre Monteux, de 1919 a 1924. Monteux, graças a uma greve dos músicos, substituiu 30 músicos, fazendo a orquestra mudar seu estilo musical; a orquestra desenvolveu uma reputação de ter um som "francês" que até certo ponto, persiste até hoje.

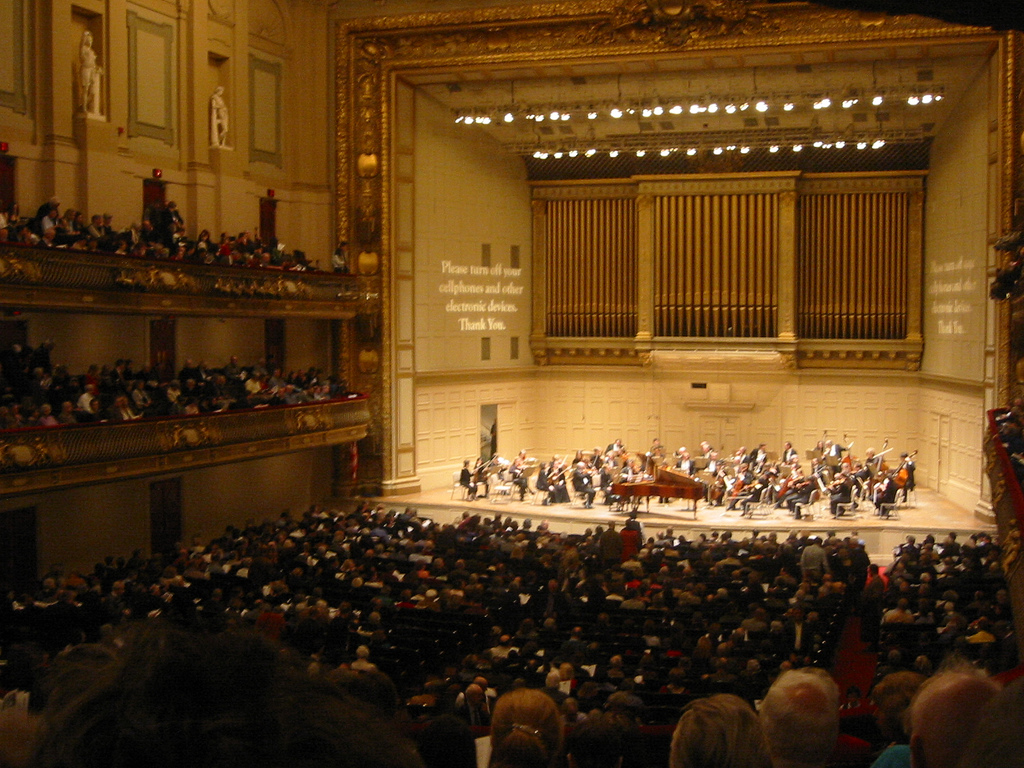
Boston Symphony Hall.

A reputação da orquestra aumentou durante a direção musical de Serge Koussevitzky. Sob Koussevitzky a orquestra realizou performances regulares em rádios e estabeleceu-se em Tanglewood, nos verões, onde ele fundou o Berkshire Music Center (o atual Tanglewood Music Center). Os trabalhos em rádios foram de 1926 até 1951 e novamente de 1954 a 1956. Atualmente, a orqestra continua fazendo aparições regulares em rádios.
Koussevitzky também apresentou várias peças novas de proeminentes compositores, incluindo a Sinfonia nº4 de Sergei Prokofiev e a Sinfonia dos Salmos de Igor Stravinsky. Ele também apresentou premières de Concerto para Orquestra de Béla Bartók.
Koussevitzky começou uma tradição que continuou com Henri Dutilleux, no aniversário de 75 anos da orquestra, Roger Sessions e Andrzej Panufnik, para o aniversário de 100 anos e mais tarde para o de 125 anos, com trabalhos de Leon Kirchner, Elliott Carter e Peter Lieberson. Em outras ocasições, apresentou trabalhos de outros compositores, como John Corigliano e Hans Wener Henze (que dedicou sua oitava sinfonia a orquestra).
Em 1949, Koussevitzky foi sucedido pelo maestro Charles Munch. Como violinista, ele trabalho na Orquestra de Gürzenich, para Hermann Abendroth e na Orquestra Gewandhaus de Leipzig com Wilhelm Furtwängler, mas acabou fazendo carreira em Paris. Durante a Segunda Guerra Mundial, ele recusou cooperar com a ocupação nazista, em Paris e acabou recebendo o Légion d'Honneur em 1945. Ele fez sua estreia em Boston em 1946. E comandou a orquestra pela sua primeira turnê em outro continente.
Munch foi sucedido em 1962 por Erich Leinsdorf, que serviu como Diretor Musical por seve anos, até 1969. William Steinberg foi apontado para ocupar o cargo, de 1969 a 1973. Em 1973, Seiji Ozawa assumiu o posto, permanecendo nele até 2002, tornando-se assim, o maestro a ficar mais tempo a frente da Sinfônica de Boston.
Em 2004, James Levine tornou-se o primeiro estadunidense a tornar-se Diretor Musical da orquestra. Levine recebeu grandes elogios pela revitalização da qualidade e repertório da orquestra, desde o começo de seus trabalhos, incluindo obras de compositores contemporâneos em seus programas. Desde que Levine tornou-se Diretor Musical, a orquestra já performou 18 premières mundiais, 12 esses conduzidas pelo próprio Levine. Para bancar os novos projetos caros e modernos de Levine, a orquestra criou um fundo para garantir os programas, chamado de "Fundo para Atividades Artísticas", de aproximadamente 40 milhões de dólares. Esse fundo é fora o da orquestra, sendo uma das maiores dos Estados Unidos, com 300 milhões de dólares. O atual contrato de Levine vai até 2012.

## Gravações
A Orquestra fez sua primeira gravação em 1917 para a RCA Victor, com Karl Muck. A gravação era do final da Quarta Sinfonia de Pyotr Ilyich Tchaikovsky.
Com Serge Koussevitzky a orquestra fez sua primeira gravação elétrica, tambémpara a Victor, no fim da década de 1920. Usando um simples microfone, a gravação incluia Boléro de Maurice Ravel. A gravação aconteceu no Symphony Hall. A última gravação de Koussevitzky com a Sinfônica de Boston foi da Segunda Sinfonia de Jean Sibelius, gravado em 1950.
Em fevereiro de 1954 a RCA Victor começou a fazer gravações em estéreo com a orquestra, sob a direção de Charles Munch. A RCA continuo gravando com Munch e orquestra até 1962, seu último ano como Diretor Musical em Boston. Durante a temporada de Munch, Pierre Monteux fez uma série de gravações com a orquestra para a RCA Victor.
Erich Leinsdorf também fez inúmeras gravações para a RCA  e continuou sua associação com a companhia durante seus sete anos em Boston. Isso incluiu uma crítica positiva sobre sua performance de Um Requiem Alemão de Johannes Brahms.
Com William Steinberg, a orquestra começou a gravar com a Deutsche Grammophon, mas a RCA gravu um LP com Steinberg e Sinfonia Fantástica de Hector Berlioz, com Georges Prêtre, durante a transição para a DG. Michael Tilson Thomas, que foi o Maestro Assistente, sob Steinberg, também fez inúmeras gravações para a DG. A DG gravou com Rafael Kubelik (Sinfonia nº5 de Ludwig van Beethoven, Ma Vlast de Bedrich Smetana e Concerto para Orquestra de Béla Bartók) e com Eugene Jochum (Sinfonia nº41 de Wolfgang Amadeus Mozart e Sinfonia nº8 de Franz Schubert).
Como Maestro Convidado na década de 1960, Seiji Ozawa fez uma série de gravações para a RCA Victor. A orquestra também gravou para a Philips, sob o Maestro Convidado Residente Sir Colin Davis. Leonard Bernstein fez gravações para a Columbia e para a DG. A orquestra também apareceu pela Decca com Vladimir Ashkenazy, com Charles Dutoit e Andre Previn, para a DG. Para a Sony com Bernard Haitink.
Na era James Levine, a orquestra não realizou nenhuma grande gravação, mas recebeu um Grammy pela gravação de Neruda Songs de Peter Lieberson, com Lorraine Hunt Lieberson, pela Nonesuch Records. Em fevereiro de 2009 a orquestra anunciou uma nova série de gravações pela sua própria gravadora, a BSO Classics. Algumas dessas gravações está disponíveis por downloads. As gravações incluem a Sinfona nº8 de William Bolcom, Sexta Sinfonia de Gustav Mahler, Um Requiem Alemão de Johannes Brahms e Daphnis et Chloé de Maurice Ravel.

## Diretores Musicais
| - 1881–1884 George Henschel - 1884–1889 Wilhelm Gericke - 1889–1893 Arthur Nikisch - 1893–1898 Emil Paur - 1898–1906 Wilhelm Gericke - 1906–1908 Karl Muck - 1908–1912 Max Fiedler - 1912–1918 Karl Muck | - 1918–1919 Henri Rabaud - 1919–1924 Pierre Monteux - 1924–1949 Serge Koussevitzky - 1949–1962 Charles Munch - 1962–1969 Erich Leinsdorf - 1969–1972 William Steinberg - 1973–2002 Seiji Ozawa - 2004–present James Levine |